# おともだち
おともだちは講談社が発行している幼児向け雑誌。1972年8月に創刊。

## 概要

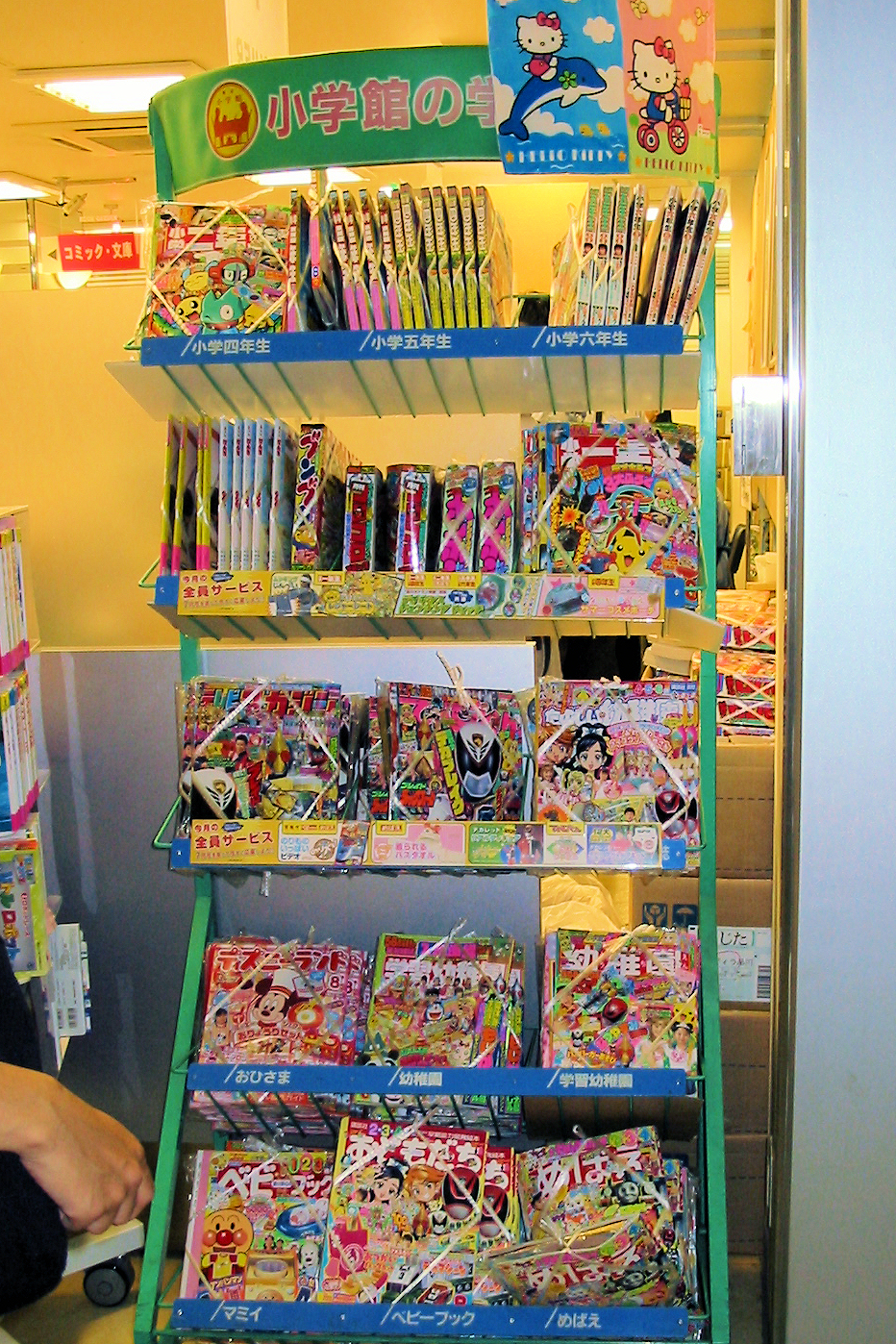
『おともだち』が並ぶ売場（最下段の中央。2004年撮影）

主に3歳から5歳までの幼児をターゲットとし、絵本、図鑑、子供達に人気が高いテレビアニメ、特撮、玩具、キャラクターの情報で構成される。競合誌は『めばえ』（小学館発行）である。
1970年代の変身ブーム時に、既刊の『たのしい幼稚園』が対象としていた未就学児のさらなる読者開拓を目的として創刊された。創刊当初はテレビキャラクターが表紙の全面に掲載されることはなかった。
現在は女児向けアニメの中で特に人気が高い、『プリキュアシリーズ』の記事を本誌や姉妹誌の『たのしい幼稚園』(4〜6歳児向け)が独占的に取り上げており、表紙にも大々的に載せられるなど、事実上の看板コンテンツとなっている。本誌の売り上げは『プリキュアシリーズ』の人気で支えられているといっても過言ではなく、『Yes!プリキュア5GoGo!』時の2008年8月号から2009年1月号で行われたのを始まりとして、毎年秋頃から冬（1月またはシリーズの区切りとなる2月号（発売自体はそれぞれ12月はじめおよび12月末））にかけて「『プリキュア』まつり」と称したプリキュア関連の付録が集中的に付けられる企画を行っている。また、その「『プリキュア』まつり」の一環として、2008年12月号・2009年1月号には『Yes!プリキュア5GoGo!』の、2010年1月号には『フレッシュプリキュア!』のDVDが付いた。また、2017年9月号では創刊45周年記念として、ボタンを押すことで『キラキラ☆プリキュアアラモード』のキャラクター音声が再生される「おしゃべりじはんき」が付録として付いており、こうした音声ギミックが幼児誌の付録としては初めて採用されたことが話題となった。
しかし、未就園児が多い2〜3歳児にとっては、特撮ヒーローや『プリキュアシリーズ』よりも、競合誌の『めばえ』が推す『それいけ!アンパンマン』の方が人気が高く、それを裏付けるように、本誌の発行部数は『めばえ』の7割程度と後塵を拝している。原因として『たのしい幼稚園』や、1〜3歳児向けの『げんき』、NHKが放送する子供番組の専門誌『NHKのおかあさんといっしょ』・『いないいないばあっ!』などといった、他の講談社幼児誌と年齢層・目的・掲載キャラクターが重なっていることがその一つとされる。
また、伸芽会監修のドリル（奇数月号）とIQドリル（偶数月号）とひらがな練習ドリルも掲載されているので学習ができる。かつては公文式監修のドリルがあった。ドリルは原則2色刷りとなっていて、工作ドリルのみ4色刷りとなっている。
「おともだち」単体ではなく、講談社の幼児雑誌をまとめて扱うサイト「講談社こども倶楽部」が2011年3月より開設され、会員登録することにより、プレゼント応募もネットでスムーズに行えるようになった。これは後に2021年開設の「Aneひめ.net」に機能を移している。

### 発行部数
2009年度の発行部数は約14.7万部(2008年10月〜2009年9月集計)である。（日本雑誌協会の発表）2006年度は15.9万部(2005年9月〜2006年8月集計)、2007年度は14.9万部(2006年9月〜2007年8月集計)発行していた。これは『めばえ』(約20.9万部)の約7割程度に留まる。

### 増刊
おともだちピンク
2歳〜4歳前後の女の子をターゲットとした増刊である。内容も女の子向け作品（『プリキュアシリーズ』、『マイメロディ』など）などに絞られている。『(小学館の)幼稚園』編集部も関わっている女の子向け雑誌『ぷっちぐみ』（小学館発行、2006年創刊）に対抗するために2007年に創刊された。本誌の売り上げが頭打ちな中、『プリキュア』人気に巧く乗り、豪華な付録（創刊号は携帯電話のおもちゃ）のために値段は680円と高めであるのにも関わらず、創刊号、第2号と共にすぐに完売している。2007年12月には第3号が発売され、これ以後は価格が880円（本体価格838円+消費税）に値上げされている。第2号までは2歳～6歳までを対象にしていたが、姉妹誌の『たのしい幼稚園』が本増刊と同じコンセプトの増刊『たの幼ひめぐみ』を2007年12月に発売したため、第3号からは対象年齢を本誌と同じ2歳～4歳に変更した。2014年2月現在では第24号までが発売されている。2014年7月現在（6/13号）の価格は890円（本体価格824円+消費税）となっている。偶数月（2月、4月、6月、8月、10月、12月）に発売される傾向にあるが、2011年ごろは奇数月に発売される事もあった。
おともだちゴールド
2歳〜4歳前後の男の子をターゲットにした増刊である。内容も男の子向け作品（『仮面ライダー』シリーズ、『スーパー戦隊シリーズ』、『ウルトラマン』、『チャギントン』など）やおもちゃ（プラレール、トミカ、LaQなど）に絞って掲載されている。男児向け雑誌である『テレビマガジン』やライバル誌の『てれびくん』（小学館発行）の購読者より更に低い年齢層に対応している。価格は838円+消費税。2007年12月に創刊し、2014年7月現在では第22号までが発売されている。第22号の値段は税込みで980円。4月、7月、12月に発売される傾向にある。

## 現在掲載中の作品
※（）内は掲載期間を表す。
- NHKのおかあさんといっしょ内の人形劇（最新作は『ファンターネ！』）※
- ミッキー&フレンズ
- くまのプーさん
- スーパー戦隊シリーズ（最新作は『ナンバーワン戦隊ゴジュウジャー』）※
- 仮面ライダーシリーズ（最新作は『仮面ライダーガヴ』）※
- ウルトラシリーズ（最新作は『ウルトラマン ニュージェネレーション スターズ』）※
- ディズニープリンセス
- マイメロディ[8]
- プリキュアシリーズ（最新作は『キミとアイドルプリキュア♪』）
- リカちゃん※（2007年4月号 -）
- シナモロール（2008年5月号 -）[9]
- チェリー&ベリー - ハタノヒヨコ（2009年10月号 -）
- チャギントン（2009年12月号 -）
- こえだちゃん（不明 - 2007年3月号、2011年6月号 -）
- すみっコぐらし※（2012年 -）
- はぴだんぶい（2020年 -）
- PUI PUI モルカー（2021年2月号 -）
- リラックマ（2022年12月号 -）
- おさるのジョージ（2023年4・5月号 -）
- ちいかわ なんか小さくてかわいいやつ（2023年11・12・2024年1月号 -）

## 過去に掲載された作品

### 1970年代掲載
- キューブくん（1972年8月号創刊 - 1973年10月号）
- 海のトリトン(手塚治虫)（大手紙産経新聞から参加）（1972年8月号創刊 - 9月号）
- NHKのおかあさんといっしょ内の人形劇
  - とんでけブッチー※（1972年8月号創刊 - 1974年4月号）
  - うごけぼくのえ※（1974年5月号 - 1976年4月号）
  - ゴロンタ劇場※（1976年5月号 - 1979年4月号）
  - ブンブンたいむ※（1979年5月号 - 1982年4月号）
  - にこにこぷん※（1982年5月号 - 1992年10月号）
  - ドレミファ・どーなっつ!※（1992年11月号 - 2000年4月号）
  - ぐ〜チョコランタン※（2000年5月号 - 2009年4月号)
  - モノランモノラン※（2009年5月号 - 2011年4月号）
  - ポコポッテイト※（2011年5月号 - 2016年4月号）
  - ガラピコぷ〜※（2016年5月号 - 2022年4月号）
- 仮面ライダーシリーズ（仮面ライダーBLACKのみ未掲載）
  - 仮面ライダー（1972年8月号創刊 - 1973年2月号）
  - 仮面ライダーV3（1973年3月号 - 1974年2月号）
  - 仮面ライダーX（1974年3月号 - 10月号）
  - 仮面ライダーアマゾン（1974年11月号 - 1975年4月号）
  - 仮面ライダーストロンガー（1975年5月号 - 1976年1月号）
  - 仮面ライダー （新）（1979年11月号 - 1980年10月号）
  - 仮面ライダースーパー1（1980年11月号 - 1981年10月号）
  - 仮面ライダーZX（不明）
  - 仮面ライダーBLACK RX※（1988年11月号 - 1989年10月号）- 前作「BLACK」は未掲載[10]
  - 仮面ライダークウガ※（2000年2月号 - 2001年2月号）
  - 仮面ライダーアギト※（2001年2月号 - 2002年2月号）
  - 仮面ライダー龍騎※（2002年2月号 - 2003年2月号）
  - 仮面ライダー555（ファイズ）※（2003年2月号 - 2004年2月号）
  - 仮面ライダー剣（ブレイド）※（2004年2月号 - 2005年2月号）
  - 仮面ライダー響鬼※（2005年2月号 - 2006年2月号）
  - 仮面ライダーカブト※（2006年2月号 - 2007年2月号）
  - 仮面ライダー電王※（2007年2月号 - 2008年2月号）
  - 仮面ライダーキバ※（2008年3月号 - 2009年2月号）
  - 仮面ライダーディケイド※（2009年1月号 - 9月号）
  - 仮面ライダーW※（2009年9月号 - 2010年9月号）
  - 仮面ライダーオーズ/OOO※（2010年9月号 - 2011年9月号）
  - 仮面ライダーフォーゼ※（2011年9月号 - 2012年9月号）
  - 仮面ライダーウィザード※（2012年9月号 - 2013年9月号）
  - 仮面ライダー鎧武/ガイム※（2013年9月号 - 2014年9月号）
  - 仮面ライダードライブ※（2014年9月号 - 2015年9月号）
  - 仮面ライダーゴースト※（2015年9月号 - 2016年9月号）
  - 仮面ライダーエグゼイド※（2016年9月号 - 2017年9月号）
  - 仮面ライダービルド※（2017年9月号 - 2018年9月号）
  - 仮面ライダージオウ※（2018年9月号 - 2019年9月号）
  - 仮面ライダーゼロワン※（2019年9月号 - 2020年9月号）
  - 仮面ライダーセイバー※（2020年9月号 - 2021年9月号）
  - 仮面ライダーリバイス※（2021年9月号 - 2022年9月号）
  - 仮面ライダーギーツ※（2022年10月号 - 2023年9月号）
  - 仮面ライダーガッチャード※（2023年10月号 - 2024年9月号）
- 国松さまのお通りだい（1972年8月号創刊 - 10月号）
- デビルマン（1972年8月号創刊 - 1973年4月号）
- トリプルファイター（1972年8月号創刊 - 1973年1月号）
- 超人バロム・1（1972年8月号創刊 - 12月号）
- 変身忍者 嵐（1972年8月号創刊 - 1973年3月号）
- 魔法使いチャッピー（1972年8月号創刊 - 1973年1月号）
- レインボーマン（1972年11月号 - 1973年10月号）
- 行け!ゴッドマン（1972年11月号 - 1973年10月号）
- ハゼドン（1972年11月号 - 1973年4月号）
- マジンガーシリーズ（1973年1月号 - 1976年3月号）
  - マジンガーZ（1973年1月号 - 1974年9月号）
  - グレートマジンガー（1974年10月号 - 1975年10月号）
  - UFOロボ グレンダイザー（1975年11月号 - 1976年3月号）
- バビル2世（秋田書店の少年誌『週刊少年チャンピオン』から参加）（1作目のみ掲載）（1973年2月号 - 10月号）
- 白獅子仮面（1973年5月号 - 7月号）
- 流星人間ゾーン（1973年5月号 - 10月号）
- ロボット刑事（1973年5月号 - 10月号）
- バロンシリーズ（1973年8月号 - 1974年4月号、1974年11月号 - 1975年4月号、1977年5月号 - 1978年1月号、1994年5月号 - 1995年4月号）
  - スーパーロボット レッドバロン（1973年8月号 - 1974年4月号）
  - スーパーロボット マッハバロン（1974年11月号 - 1975年4月号）
  - 小さなスーパーマン ガンバロン（1977年5月号 - 1978年1月号）
  - レッドバロン（1994年5月号 - 1995年4月号）
- キューティーハニー（秋田書店の少年誌『週刊少年チャンピオン』から参加）（初代のみ掲載）（1973年11月号 - 1974年4月号）
- 新造人間キャシャーン（1973年11月号 - 1974年7月号）
- ゼロテスター（1973年11月号 - 1975年1月号）
- 鉄人タイガーセブン（1973年11月号 - 1974年4月号）
- 冒険コロボックル（1973年11月号 - 1974年4月号）
- 電人ザボーガー（1974年5月号 - 7月号）
- 星の子チョビン（1974年5月号 - 10月号）
- ジムボタン（1974年11月号 - 1975年4月号）
- 破裏拳ポリマー（1974年11月号 - 1975年4月号）
- 少年徳川家康（1975年5月号 - 10月号）
- 勇者ライディーン（1975年5月号 - 1976年4月号）
- 宇宙の騎士テッカマン（1975年8月号 - 1976年1月号）
- アクマイザー3（1975年11月号 - 1976年7月号）
  - 超神ビビューン（1976年8月号 - 1977年4月号）
- アラビアンナイト シンドバットの冒険（1975年11月号 - 1976年10月号）
- 一休さん（1975年11月号 - 1982年7月号）
- 天才バカボンシリーズ
  - 元祖天才バカボン（1975年11月号 - 1977年10月号）
  - 平成天才バカボン（1990年2月号- 1991年1月号）
  - レレレの天才バカボン（1999年11月号 - 2000年4月号）
- マグネロボシリーズ（1975年11月号 - 1978年4月号）
  - 鋼鉄ジーグ（1975年11月号 - 1976年9月号）
  - ゴワッパー5 ゴーダム（1976年5月号 - 1977年1月号）
  - マグネロボ ガ・キーン（1976年10月号 - 1977年7月号）
  - 超人戦隊バラタック（1977年8月号 - 1978年4月号）
- わんぱく大昔クムクム（1975年11月号 - 1976年4月号）
- 宇宙鉄人キョーダイン（1976年5月号 - 1977年4月号）
  - 大鉄人17（1977年4月号 - 12月号）
- 大空魔竜ガイキング（1976年5月号 - 1977年2月号）
- 忍者キャプター（1976年5月号 - 1977年2月号）
- ぐるぐるメダマン（1976年8月号 - 1977年2月号）
- 円盤戦争バンキッド（1976年11月号 - 1977年4月号）
- キャンディキャンディ（少女誌『なかよし』から参加）（1976年11月号 - 1979年3月号）
- バトルホーク（1976年11月号 - 1977年4月号）
- 快傑ズバット（1977年3月号 - 10月号）
- ジェッターマルス（1977年3月号 - 10月号）
- 惑星ロボ ダンガードA（1977年4月号 - 1978年4月号）
- 超合体魔術ロボ ギンガイザー※（1977年5月号 - 11月号）
- 氷河戦士ガイスラッガー※（1977年5月号 - 10月号）
- おれは鉄兵（少年誌『週刊少年マガジン』から参加）（1977年10月号 - 1978年4月号）
- 冒険ファミリー ここは惑星0番地※（1977年10月号 - 1978年2月号）
- 飛べ!孫悟空（1977年11月号 - 1979年4月号）
- 宇宙海賊キャプテンハーロック（1978年4月号 - 1979年3月号）
- SF西遊記スタージンガー（1978年5月号 - 1979年9月号）
- UFO大戦争 戦え! レッドタイガー（1978年5月号 - 1979年1月号）
- スパイダーマン（1978年6月号 - 1979年4月号）
- 無敵鋼人ダイターン3（1978年7月号 - 1979年4月号）
- 宇宙からのメッセージ・銀河大戦※（1978年8月号 - 1979年2月号）
- キャプテン・フューチャー（1978年12月号 - 1980年1月号）
- スーパー戦隊シリーズ（1979年3月号 -）
  - バトルフィーバーJ（1979年3月号 - 1980年2月号）
  - 電子戦隊デンジマン※（1980年3月号 - 1981年2月号）
  - 太陽戦隊サンバルカン※（1981年3月号 - 1982年2月号）
  - 大戦隊ゴーグルファイブ※（1982年3月号 - 1983年2月号）
  - 科学戦隊ダイナマン※（1983年3月号 - 1984年2月号）
  - 超電子バイオマン※（1984年3月号 - 1985年2月号）
  - 電撃戦隊チェンジマン※（1985年3月号 - 1986年3月号）
  - 超新星フラッシュマン※（1986年4月号 - 1987年3月号）
  - 光戦隊マスクマン※（1987年4月号 - 1988年3月号）
  - 超獣戦隊ライブマン※（1988年4月号 - 1989年3月号）
  - 高速戦隊ターボレンジャー※（1989年4月号 - 1990年3月号）
  - 地球戦隊ファイブマン※（1990年4月号 - 1991年2月号）
  - 鳥人戦隊ジェットマン※（1991年3月号 - 1992年2月号）
  - 恐竜戦隊ジュウレンジャー※（1992年3月号 - 1993年2月号）
  - 五星戦隊ダイレンジャー※（1993年3月号 - 1994年2月号）
  - 忍者戦隊カクレンジャー※（1994年3月号 - 1995年3月号）
  - 超力戦隊オーレンジャー※（1995年4月号 - 1996年3月号）
  - 激走戦隊カーレンジャー※（1996年4月号 - 1997年2月号）
  - 電磁戦隊メガレンジャー※（1997年3月号 - 1998年2月号）
  - 星獣戦隊ギンガマン※（1998年3月号 - 1999年2月号）
  - 救急戦隊ゴーゴーファイブ※（1999年3月号 - 2000年2月号）
  - 未来戦隊タイムレンジャー※（2000年3月号 - 2001年2月号）
  - 百獣戦隊ガオレンジャー※（2001年3月号 - 2002年2月号）
  - 忍風戦隊ハリケンジャー※（2002年3月号 - 2003年2月号）
  - 爆竜戦隊アバレンジャー※（2003年3月号 - 2004年2月号）
  - 特捜戦隊デカレンジャー※（2004年3月号 - 2005年2月号）
  - 魔法戦隊マジレンジャー※（2005年3月号 - 2006年2月号）
  - 轟轟戦隊ボウケンジャー※（2006年3月号 - 2007年2月号）
  - 獣拳戦隊ゲキレンジャー※（2007年3月号 - 2008年2月号）
  - 炎神戦隊ゴーオンジャー※（2008年3月号 - 2009年2月号）
  - 侍戦隊シンケンジャー※（2009年3月号 - 2010年2月号）
  - 天装戦隊ゴセイジャー※（2010年3月号 - 2011年2月号）
  - 海賊戦隊ゴーカイジャー※（2011年3月号 - 2012年2月号）
  - 特命戦隊ゴーバスターズ※（2012年3月号 - 2013年2月号）
  - 獣電戦隊キョウリュウジャー※（2013年3月号 - 2014年2月号）
  - 烈車戦隊トッキュウジャー※（2014年3月号 - 2015年2月号）
  - 手裏剣戦隊ニンニンジャー※（2015年3月号 - 2016年2月号）
  - 動物戦隊ジュウオウジャー※（2016年3月号 - 2017年2月号）
  - 宇宙戦隊キュウレンジャー※（2017年3月号 - 2018年2月号）
  - 怪盗戦隊ルパンレンジャーVS警察戦隊パトレンジャー※（2018年3月号 - 2019年2月号）
  - 騎士竜戦隊リュウソウジャー※（2019年3月号 - 2020年2月号）
  - 魔進戦隊キラメイジャー※（2020年3月号 - 2021年2月号）
  - 機界戦隊ゼンカイジャー※（2021年3月号 - 2022年2月号）
  - 暴太郎戦隊ドンブラザーズ※（2022年3月号 - 2023年2月号）
  - 王様戦隊キングオージャー※（2023年3月号 - 2024年2月号）
  - 爆上戦隊ブンブンジャー※（2024年3月号 - 2025年2月号）
- 機動戦士ガンダム（1979年5月号 - 1980年2月号）
- ウルトラシリーズ
  - ザ☆ウルトラマン※（1979年5月号 - 1980年4月号）
  - ウルトラマン80※（1980年5月号 - 1981年4月号）
  - ウルトラマンキッズのことわざ物語（1986年5月号 - 12月号）
  - ウルトラマンパワード（1995年5月号 - 7月号）
  - ウルトラマンG※（1995年8月号 - 10月号）
  - ウルトラマンティガ（1996年10月号 - 1997年9月号）
  - ウルトラマンダイナ（1997年10月号 - 1998年9月号）
  - ウルトラマンガイア（1998年10月号 - 1999年9月号）
  - ウルトラマンコスモス※（2001年8月号 - 2002年10月号）
  - ウルトラマンネクサス※（2004年11月号 - 2005年7月号）
  - ウルトラマンマックス※（2005年8月号 - 2006年4月号）
  - ウルトラマンメビウス※（2006年5月号 - 2007年4月号）
  - ウルトラゼロファイト※（2012年9月号、10月号、2013年1月号 - 4月号）
  - ウルトラマンギンガ※（2013年8月号 - 2014年7月号）
  - ウルトラマンギンガS※（2014年7月号 - 2015年2月号）
  - ウルトラファイトビクトリー※（2015年5月号 - 2015年7月号）
  - ウルトラマンX※（2015年8月号 - 2016年2月号）
  - ウルトラマンオーブ※（2016年8月号 - 2017年2月号）
  - ウルトラマンゼロ THE CHRONICLE※（2017年3月号 - 2017年7月号）
  - ウルトラマンジード※（2017年8月号 - 2018年2月号）
  - ウルトラマンオーブ THE CHRONICLE※（2018年3月号 - 2018年7月号）
  - ウルトラマンR/B※（2018年8月号 - 2019年2月号）
  - ウルトラマンタイガ※（2019年8月号 - 2020年1月号）
  - ウルトラマンZ※（2020年8月号 - 2021年1月号）
  - ウルトラマントリガー※（2021年8月号 - 2022年2月号）
  - ウルトラマンデッカー※（2022年8月号 - 2023年2月号）
  - ウルトラマンブレーザー※（2023年8月号 - 2024年2月号）
  - ウルトラマンアーク※（2024年8月号 - 2025年2月号）
- 円卓の騎士物語 燃えろアーサー（1979年10月号 - 1980年4月号）
  - 燃えろアーサー 白馬の王子（1980年5月号 - 10月号）
- 銀河鉄道999（1979年10月号 - 1981年5月号）

### 1980年代掲載
- 無敵ロボ トライダーG7（1980年3月号 - 1981年2月号）
- ばくさんのかばん（1980年5月号 - 1987年4月号）
- 太陽の使者 鉄人28号（1980年11月号 - 1981年10月号）
- 伝説巨神イデオン（1980年6月号 - 1981年2月号）
- 最強ロボ ダイオージャ（1981年2月号 - 1982年1月号）
- 黄金戦士ゴールドライタン（1981年4月号 - 1982年3月号）
- おはよう!スパンク（少女誌『なかよし』から参加）（1981年4月号 - 1982年6月号）
- タイガーマスクII世（少年誌『週刊少年マガジン』から参加）（1981年5月号 - 1982年2月号）
- 東映不思議コメディーシリーズ（1981年11月号 - 1993年11月号）
  - ロボット8ちゃん（1981年11月号 - 1982年10月号）
  - バッテンロボ丸（1982年11月号 - 1983年10月号）
  - ペットントン（1983年11月号 - 1984年9月号）
  - どきんちょ!ネムリン（1984年10月号 - 1985年4月号）
  - 勝手に!カミタマン（1985年5月号 - 1986年4月号）
  - もりもりぼっくん※（1986年5月号 - 1987年1月号）
  - おもいっきり探偵団 覇悪怒組※（1987年2月号 - 1988年1月号）
  - じゃあまん探偵団 魔隣組※（1988年2月号 - 1989年1月号）
  - 魔法少女ちゅうかなぱいぱい!※（1989年2月号 - 7月号）
  - 魔法少女ちゅうかないぱねま!※（1989年8月号 - 1990年1月号）
  - 美少女仮面ポワトリン※（1990年2月号 - 1991年1月号）
  - 不思議少女ナイルなトトメス※（1991年2月号 - 1992年1月号）
  - うたう!大龍宮城※（1992年2月号 - 1993年1月号）
  - 有言実行三姉妹シュシュトリアン※（1993年2月号 - 11月号）
- ゲームセンターあらし（1982年5月号 - 10月号）
- 科学救助隊テクノボイジャー（1982年5月号 - 10月号）
- メタルヒーローシリーズ（1982年5月号 - 1999年2月号）
  - 宇宙刑事ギャバン（1982年5月号 - 1983年3月号）
  - 宇宙刑事シャリバン※（1983年4月号 - 1984年3月号）
  - 宇宙刑事シャイダー（1984年4月号 - 1985年4月号）
  - 巨獣特捜ジャスピオン（1985年4月号 - 1986年4月号）
  - 時空戦士スピルバン（1986年5月号 - 1987年4月号）
  - 超人機メタルダー（1987年4月号 - 1988年2月号）
  - 世界忍者戦ジライヤ（1988年2月号 - 1989年2月号）
  - 機動刑事ジバン（1989年2月号 - 1990年2月号）
  - 特警ウインスペクター※（1990年2月号 - 1991年2月号）
  - 特救指令ソルブレイン※（1991年2月号 - 1992年2月号）
  - 特捜エクシードラフト※（1992年2月号 - 1993年2月号）
  - 特捜ロボ ジャンパーソン※（1993年2月号 - 1994年2月号）
  - ブルースワット※（1994年2月号 - 1995年2月号）
  - 重甲ビーファイター※（1995年2月号 - 1996年3月号）
  - ビーファイターカブト※（1996年4月号 - 1997年3月号）
  - ビーロボカブタック※（1997年4月号 - 1998年3月号）
  - テツワン探偵ロボタック※（1998年4月号 - 1999年2月号）
- とんでモン・ペ（1982年7月号 - 1983年4月号）
- The・かぼちゃワイン（少年誌『週刊少年マガジン』から参加）（1982年8月号 - 1984年9月号）
- おーい!はに丸※（1983年5月号 - 1989年4月号）
- ベムベムハンターこてんぐテン丸（児童向けコミック誌『コミックボンボン』から参加）（1983年6月号 - 11月号）
- ふしぎなカポコ（1983年7月号 - 12月号(文：貞光紳也・絵：金田伊功））
- 魔法の天使クリィミーマミ※（少女誌『月刊キャロル』から参加）（1983年8月号 - 1984年7月号）
- とんがり帽子のメモル（少女誌『月刊キャロル』から参加）（1984年4月号 - 1985年3月号）
- 兄弟拳バイクロッサー※（1985年2月号 - 10月号）
- はーいステップジュン（少年誌『マガジンSPECIAL』から参加）（1985年4月号 - 1986年1月号）
- 超獣機神ダンクーガ（1985年5月号 - 1986年1月号）
- コンポラキッド（児童向けコミック誌『コミックボンボン』から参加）（1985年7月号 - 1986年1月号）
- トランスフォーマーシリーズ（1985年8月号 - 1990年1月号、1997年11月号 - 2001年1月号）
  - 戦え!超ロボット生命体トランスフォーマー（1985年8月号 - 1986年11月号）
  - 戦え!超ロボット生命体トランスフォーマー2010（1986年12月号 - 1987年7月号）
  - トランスフォーマー ザ☆ヘッドマスターズ（1987年8月号 - 1988年4月号）
  - トランスフォーマー 超神マスターフォース（1988年5月号 - 1989年3月号）
  - 戦え!超ロボット生命体 トランスフォーマーV（1989年4月号 - 1990年1月号）
  - トランスフォーマーZ（不明）
  - ビーストウォーズ 超生命体トランスフォーマー（1997年11月号 - 1998年4月号）
  - ビーストウォーズII 超生命体トランスフォーマー（1998年5月号 - 1999年2月号）
  - ビーストウォーズネオ 超生命体トランスフォーマー（1999年3月号 - 10月号）
  - ビーストウォーズメタルス 超生命体トランスフォーマー（1999年11月号 - 2000年4月号）
  - トランスフォーマー カーロボット（2000年5月号 - 2001年1月号）
- ゲゲゲの鬼太郎シリーズ（1985年11月号 - 1988年4月号、1996年2月号 - 1998年4月号、2007年5月号 - 2009年4月号）
  - ゲゲゲの鬼太郎 アニメ第3作（1985年11月号 - 1988年4月号）
  - ゲゲゲの鬼太郎 アニメ第4作（1996年2月号 - 1998年4月号）
  - ゲゲゲの鬼太郎 アニメ第5作（2007年5月号 - 2009年4月号）
- メイプルタウン物語（1986年2月号 - 1987年1月号）
  - 新メイプルタウン物語 パームタウン編（1987年2月号 - 1988年1月号）
- 剛Q超児イッキマン（1986年4月号 - 12月号）
- あんみつ姫（アニメ版）（1986年11月号 - 1987年10月号）
- ドテラマン（1986年11月号 - 1987年3月号）
- ドリモグだァ!!（1986年11月号 - 1987年11月号）
- ピコピコポン（1987年5月号 - 1991年4月号）
- 仮面の忍者赤影（『秋田書店』の少年誌『週刊少年チャンピオン』から参加）※（1987年11月号 - 1988年4月号）
- グリム名作劇場（1987年11月号 - 1988年4月号）
  - 新グリム名作劇場（1988年11月号 - 1989年4月号）
- のらくろクン（児童向けコミック誌『コミックボンボン』から参加）（1987年11月号 - 1988年10月号）
- レディレディ!!（『秋田書店』の少女誌『ひとみ』より参加）（1987年11月号 - 1988年4月号）
  - ハロー!レディリン（『秋田書店』の少女誌『ひとみ』より参加）（1988年6月号 - 1989年2月号）
- おそ松くん（第2シリーズのみ掲載）（1988年3月号 - 1990年1月号）
- ホワッツマイケル（青年誌『モーニング』から参加）（1988年5月号 - 1989年4月号）
- 鎧伝サムライトルーパー（1988年6月号 - 1989年4月号）
- 鉄拳チンミ（少年誌『月刊少年マガジン』から参加）（1988年8月号 - 1989年1月号）
- 電脳警察サイバーコップ（1988年11月号 - 1989年8月号）
- ひみつのアッコちゃん（1988年11月号- 1990年1月号、1998年5月号 - 1999年3月号）
- 悪魔くん（アニメ版）（1989年5月号 - 1990年4月号）
- やっぱりヤンチャー→ともだちいっぱい（1989年5月号 - 1995年4月号）
- パラソルヘンべえ（1989年11月号 - 1991年3月号）
- 魔法使いサリー※（1989年11月号 - 1991年10月号）

### 1990年代掲載
- キャッ党忍伝てやんでえ（1990年3月号 - 1991年3月号）
- 勇者シリーズ（1990年3月号 - 1998年2月号）
  - 勇者エクスカイザー（1990年3月号 - 1991年2月号）
  - 太陽の勇者ファイバード（1991年3月号 - 1992年2月号）
  - 伝説の勇者ダ・ガーン（1992年3月号 - 1993年2月号）
  - 勇者特急マイトガイン※（1993年3月号 - 1994年2月号）
  - 勇者警察ジェイデッカー※（1994年3月号 - 1995年2月号）
  - 黄金勇者ゴルドラン※（1995年3月号 - 1996年2月号）
  - 勇者指令ダグオン※（1996年3月号 - 1997年2月号）
  - 勇者王ガオガイガー※（1997年3月号 - 1998年2月号）
- 楽しいムーミン一家（1990年5月号 - 1991年10月号）
  - 楽しいムーミン一家 冒険日記（1991年11月号 - 1992年10月号）
- もーれつア太郎（第2シリーズのみ掲載）（1990年5月号 - 1991年1月号）
- きかんしゃトーマス※（1990年11月号 - 不明)（現在は小学館各雑誌にて連載中）
- きんぎょ注意報!（少女誌『なかよし』から参加）（1991年2月号 - 1992年3月号）
- ひとりでできるもん!（1991年5月号 - 不明)
- 魔法のプリンセス ミンキーモモ（1992年版のみ掲載）※（1991年11月号 - 1993年1月号）
- 丸出だめ夫（アニメ版）（少年誌『週刊少年マガジン』から参加）（1991年12月号 - 1992年10月号）
- 美少女戦士セーラームーン（少女誌『なかよし』から参加）（1992年4月号 - 1993年3月号）
  - 美少女戦士セーラームーンR（1993年4月号 - 1994年3月号）
  - 美少女戦士セーラームーンS（1994年4月号 - 1995年3月号）
  - 美少女戦士セーラームーンSuperS（1995年4月号 - 1996年3月号）
  - 美少女戦士セーラームーンセーラースターズ（1996年4月号 - 1997年3月号）
  - 美少女戦士セーラームーン（実写版）（2003年11月号 - 2004年10月号）
- サラダ十勇士トマトマン（1992年5月号 - 1993年4月号）
- ノンタンといっしょ※（1992年11月号 - 1994年）
- カリメロ（2作目のみ掲載）（1992年11月号 - 1993年10月号）
- ミラクル☆ガールズ（少女誌『なかよし』から参加）（1993年2月号 - 1994年1月号）
- 電光超人グリッドマン （1993年5月号 - 1994年2月号）
- 魔法騎士レイアース（少女誌『なかよし』から参加）（1994年11月号 - 1995年12月号）
- 魔法陣グルグル（スクウェア・エニックスの少年誌『月刊少年ガンガン』から参加）（1994年11月号 - 1995年10月号）
- カートゥーン ピンクパンサー（1994年11月号 - 1995年4月号）
- ぼのぼの（竹書房の4コマ漫画誌『まんがくらぶ』・『まんがライフ』から参加）（1995年5月号 - 1996年4月号）
- 怪盗セイント・テール（少女誌『なかよし』から参加）（1995年11月号 - 1996年10月号）
- 超光戦士シャンゼリオン（1996年5月号 - 1997年1月号）
- 忍ペンまん丸（スクウェア・エニックスの少年誌『月刊少年ガンガン』から参加）（1997年8月号 - 1998年4月号）
- 夢のクレヨン王国（小学生向けライトノベル『青い鳥文庫』から参加）（1997年10月号 - 1999年2月号）
- がんばれゴエモン（1997年11月号 - 1998年4月号）
- アキハバラ電脳組（少女誌『なかよし』から参加）（1998年5月号 - 10月号）
- カードキャプターさくら（少女誌『なかよし』から参加）（1998年5月号 - 不明）
- たこやきマントマン（1998年5月号 - 1999年10月号）
- スーパードール★リカちゃん（少女誌『なかよし』から参加）（1998年11月号 - 1999年10月号）
- 小さな巨人 ミクロマン（1999年2月号 - 2000年1月号）
- 燃えろ!!ロボコン※（1999年2月号 - 2000年2月号）
- おジャ魔女どれみシリーズ（1999年3月号 - 2003年2月号）
  - おジャ魔女どれみ（1999年3月号 - 2000年2月号）
  - おジャ魔女どれみ♯（2000年3月号 - 2001年2月号）
  - も〜っと!おジャ魔女どれみ（2001年3月号 - 2002年2月号）
  - おジャ魔女どれみドッカ〜ン!（2002年3月号 - 2003年2月号）
  - おジャ魔女どれみナ・イ・ショ（2004年6月号のみ掲載）
  - 魔女見習いをさがして（2020年）
- デジモンシリーズ（集英社の少年誌『Vジャンプ』から参加）（1999年4月号 - 2003年4月号、2006年5月号 - 2007年4月号、2010年8月号 - 2012年4月号）
  - デジモンアドベンチャー（1999年4月号 - 2000年4月号）
  - デジモンアドベンチャー02（2000年5月号 - 2001年4月号）
  - デジモンテイマーズ（2001年5月号 - 2002年4月号）
  - デジモンフロンティア（2002年5月号 - 2003年4月号）
  - デジモンセイバーズ（2006年5月号 - 2007年4月号）
  - デジモンクロスウォーズ（2010年8月号 - 2012年4月号）

### 2000年代掲載
- ニャニがニャンだー ニャンダーかめん（2000年3月号 - 2001年10月号）
- へろへろくん（児童向けコミック誌『コミックボンボン』から参加）（2000年5月号 - 2001年2月号）
- 東京ミュウミュウ（少女誌『なかよし』から参加）（2002年5月号 - 2003年4月号）
- 明日のナージャ（少女誌『なかよし』から参加）（2003年3月号 - 2004年2月号）
- ぴちぴちピッチシリーズ（少女誌『なかよし』から参加）（2003年5月号 - 2005年1月号）
- 超星神シリーズ（2003年11月号 - 2006年7月号）
  - 超星神グランセイザー※（2003年11月号 - 2004年10月号）
  - 幻星神ジャスティライザー※（2004年11月号 - 2005年10月号）
  - 超星艦隊セイザーX※（2005年11月号 - 2006年7月号）
- プリキュアシリーズ（2004年3月号 -）
  - ふたりはプリキュア（2004年3月号 - 2005年2月号）
  - ふたりはプリキュアMax Heart（2005年3月号 - 2006年2月号）
  - ふたりはプリキュアSplash Star（2006年3月号 - 2007年2月号）
  - Yes!プリキュア5（2007年3月号 - 2008年2月号）
  - Yes!プリキュア5GoGo!（2008年3月号 - 2009年2月号）
  - フレッシュプリキュア!（2009年3月号 - 2010年2月号）
  - ハートキャッチプリキュア!（2010年3月号 - 2011年2月号）
  - スイートプリキュア♪（2011年3月号 - 2012年2月号）
  - スマイルプリキュア!（2012年3月号 - 2013年2月号）
  - ドキドキ!プリキュア（2013年3月号 - 2014年2月号）
  - ハピネスチャージプリキュア!（2014年3月号 - 2015年2月号）
  - Go!プリンセスプリキュア（2015年3月号 - 2016年2月号）
  - 魔法つかいプリキュア!（2016年3月号 - 2017年2月号）
  - キラキラ☆プリキュアアラモード（2017年3月号 - 2018年2月号）
  - HUGっと!プリキュア（2018年3月号 - 2019年2月号）
  - スター☆トゥインクルプリキュア（2019年3月号 - 2020年2月号）
  - ヒーリングっど♥プリキュア（2020年3月号 - 2021年2月号）
  - トロピカル〜ジュ!プリキュア（2021年3月号 - 2022年2月号）
  - デリシャスパーティ♡プリキュア（2022年3月号 - 2023年2月号）
  - ひろがるスカイ!プリキュア（2023年3月号 - 2024年2月号）
  - わんだふるぷりきゅあ!（2024年3月号 - 2025年2月号）
- パンツぱんくろう（NHKのおかあさんといっしょ内のショートアニメ）（2004年5月号 - 2008年6月号、2008年7月号 - 2011年4月号では『げんき』・『NHKのおかあさんといっしょ』のみで掲載）
- みどりのくにのこえだちゃん（2004年11月号 - 2005年10月号）
- おねがいマイメロディシリーズ
  - おねがいマイメロディ アニメ第1作（2005年5月号 - 2006年4月号）
  - おねがいマイメロディ 〜くるくるシャッフル!〜（2006年5月号 - 2007年4月号）
  - おねがいマイメロディ すっきり♪（2007年5月号 - 2008年4月号）
  - おねがいマイメロディ きららっ★（2008年5月号 - 2009年4月号）
- シュガシュガルーン（少女誌『なかよし』から参加）（2005年8月号 - 2006年7月号）
- こてんこてんこ（2005年11月号 - 2006年10月号）
- 魔弾戦記リュウケンドー※（2006年2月号 - 2007年1月号）
- ワンワンセレプー それゆけ!徹之進（2006年2月号 - 2007年1月号）
- スパイダーライダーズ 〜オラクルの勇者たち〜（海外作品より参加）（2006年5月号 - 10月号）
- ヤッターマン（2008年版）※（2008年2月号 - 2009年10月号）
- しゅごキャラ!（少女誌『なかよし』から参加）（2008年3月号 - 8月号、11月号 - 2010年4月号）[11]
- トミカヒーローシリーズ（2008年5月号 - 2009年3月号、5月号 - 10月号）
  - トミカヒーロー レスキューフォース（2008年5月号 - 2009年3月号）
  - トミカヒーロー レスキューファイアー（2009年5月号 - 10月号、途中で掲載休止）[12]
- ねぎぼうずのあさたろう（福音館書店の月刊絵本『こどものとも』から参加）（2008年12月号 - 2009年10月号）

### 2010年代掲載
- プリティーリズム（2010年11月号 - 2011年4月号）[13]
- もやしもん（青年誌『イブニング』から参加）（2011年12月号 - 2012年10月号）
- パブー&モジーズ（2012年5月号 - 2013年4月号）
- ここたまシリーズ（2015年10月号 - 2020年10月号）
  - かみさまみならい ヒミツのここたま（2015年10月号 - 2018年9月号）
  - キラキラハッピー★ ひらけ!ここたま（2018年10月号 - 2019年10月号）
  - モノのかみさま ここたま（2019年11月号 - 2020年10月号）

### 2020年代掲載
- ミュークルドリーミー（2020年3月号 - 2022年4月号）
- ハクション大魔王2020（2020年5月号 - 10月号）

### 掲載開始年不明作品
- できるかな（不明 - 1990年4月号）
- ひらけ!ポンキッキ※
  - ポンキッキーズ※（1993年11月号 - 2001年4月号、2005年5月号 - 2006年4月号)
  - ポンキッキーズ21※（2001年5月号 - 2005年4月号)
  - ポンキッキ※（2006年5月号 - 2007年4月号)
- まんが日本昔ばなし
- バーバパパ
- トムとジェリー※
- グーチョキパー（TBS版)
- NHKみんなのうた
- NHKのおかあさんといっしょ内のショートアニメ
  - こんなこいるかな
  - ふたりはなかよし
  - ふしぎなあのこはすてきなこのこ
  - やんちゃるモンちゃ
  - ともだち8にん
- 世界名作劇場※
- トッポジージョ
- モービルタウン
- ライオンたちとイングリッシュ

※付きの作品は、『めばえ』『よいこ』『幼稚園』にも掲載されているもしくはされていた作品を表す。

## 回収
2012年10月15日発売の「おともだち11月号増刊おともだちピンク」の付録にカッターナイフの刃が混入している事例が確認された。講談社側は、購入者に対して刃が混入していないかを確認するよう呼びかけるとともに、発見された場合は、カッターナイフの刃とともに付録を回収すると発表している。同様のケースは、同年9月24日発売の「たのしい幼稚園10月号増刊たの幼ひめぐみvol.20」でも確認されており、講談社側は、目視による確認を強化するとともに、製造を行った中国国内の工場との契約を打ち切る措置を講じている。

## 関連雑誌
- たのしい幼稚園
- げんき
- テレビマガジン
- ディズニーランド - ディズニーファンに統合して休刊。
- はじめてのテレビえほん いないいないばあっ!
- NHKのおかあさんといっしょ

## 競合雑誌
- めばえ
- 幼稚園
- ベビーブック
- てれびくん
- ぷっちぐみ